# Cantharellus subincarnatus
Cantharellus subincarnatus é uma espécie de fungo pertencente à família Cantharellaceae.